# 西湖里 (臺中市)
西湖里，臺灣臺中市大里區所轄的一個里，位於大里區南境，與東湖並稱「草湖」。散落著農田和工廠，有省道台74線呈南北向貫穿里境。

## 里名由來
因在「草湖」之西而得名。

## 地理
西湖里劃分為16鄰，1,070戶，總人口3,471人（2020年1月）。本里東隔草湖路與東湖相毗連，西與南側隔草湖溪與霧峰區四德里、北柳里、本鄉里、甲寅里對望，北鄰大里溪與夏田、大元里相鄰。

## 行政區劃沿革
西湖里於清代時隸屬藍興堡草湖莊；明治34年（1901年）時，改隸臺中廳大里杙區草湖庄，至大正9年（1920年）則隨行政區調整，隸屬大屯郡大里庄草湖大字。二次大戰結束後，國民政府接收臺灣，以原草湖大字範圍分置東湖村與西湖村，隸屬臺中縣大里鄉。民國82年（1993年）大里鄉升格為縣轄市大里市，隨之改制為西湖里。

## 交通
主要道路
- 台74線：草湖交流道規畫中。
- 大峰路
- 西湖路
- 中山路
- 草湖路
- 草堤路
- 草溪西路
- 西柳街

臺中市市區公車
| 市區公車編號 | 業者     | 營運區間       | 備註     |
| 59           | 統聯客運 | 新民高中－舊正 | 固定班次 |

### 書籍
- 《臺灣地名辭書》卷十二《臺中縣》第二冊，第31-32頁

### 外部連結
- 臺中市大里區公所 沿革